# جامعة سليمان الراجحي الأهلية
جامعة سليمان الراجحي المعروفة سابقا باسم (كليات سليمان الراجحي) هي جامعة أهلية غير هادفة للربح تقع في محافظة البكيرية في منطقة القصيم في السعودية.
في 24 ديسمبر 2019، قرر مجلس الوزراء السعودي الموافقة على تحويل كليات سليمان الراجحي إلى جامعة أهلية باسم (جامعة سليمان الراجحي).

## مجلس الأمناء
| الاسم                                 | المنصب            |
| ------------------------------------- | ----------------- |
| أ.د. عبد الرحمن بن عبدالمحسن الراجحي  | رئيس مجلس الأمناء |
| د. محمد بن عبدالله المحيميد           | رئيس الجامعة      |
| أ.د خالد بن علي الربيعان              | نائب الرئيس       |
| أ.د. عبد الرحمن بن محمد المزروع       | عضو               |
| أ.د. عبد الرحمن بن عبد المحسن الراجحي | عضو               |
| أ.د. عبد الله بن علي الغشام           | عضو               |
| أ.د. سعيد أبوعشي المالكي              | عضو               |
| د.أحمد بن ناصر الخريف                 | عضو               |

## الكليات
- الطب البشري - طب وجراحة[4]

يتم تطبيق البرنامج التعليمي في كلية الطب في مدة قدرها 6 سنوات علماً بأن البرنامج يتبنى طريقة حل المعضلات في تعليمه PBL .
- التمريض
- العلوم الطبية التطبيقية[5]
- كلية سليمان الراجحي للأعمال.
  - قسم الإدارة.
  - قسم المحاسبة ونظم المعلومات.
  - قسم المالية وإدارة المخاطر.
  - ماجستير إدارة الأعمال التنفيذي (EMBA).